# Дуб-Индрехт мак Катайл
Дуб-Индрехт мак Катайл (др.‑ирл. Dub-Indrecht mac Cathail; умер в 768) — король Коннахта (764—768) из рода Уи Бриуйн.

## Биография
Дуб-Индрехт был одним из сыновей правителя Коннахта Катала мак Муйредайга, умершего в 735 году. Он принадлежал к Сил Катайл, одной из частей септа Уи Бриуйн Ай. Владения семьи Дуб-Индрехта находились на территории современного графства Роскоммон.
Дуб-Индрехт мак Катайл взошёл на престол Коннахта в 764 году, после смерти короля Айлиля Медрайге из рода Уи Фиахрах. Об обстоятельствах перехода власти в королевстве от представителя Уи Фиахрах к члену рода Уи Бриуйн средневековые исторические источники подробностей не сообщают.
В 766 году Дуб-Индрехт мак Катайл нанёс сокрушительное поражение племени Конмайкне Куле Толад в сражении при Срутайре (современном Шруле в графстве Мейо). Его противник, король Аэд Дуб мак Тайхлейх, пал на поле боя. Это сражение было частью экспансии правителей Уи Бриуйн на земли Западного Коннахта. Сообщение о битве при Стутайре в «Анналах Тигернаха» — последняя запись перед более чем двух вековой лакуной в этом источнике. Следующее событие, упоминавшееся в этих анналах, датировано уже 974 годом.
По свидетельству ирландских анналов, Дуб-Индрехт мак Катайл скончался в 768 году от дизентерии. Его преемником на коннахтском престоле был Донн Котайд мак Катайл из рода Уи Фиахрах.
Дуб-Индрехт мак Катайл был отцом Фотада, сын которого Фергус мак Фотайд, также как и его дед, был правителем Коннахта.